# Jack lo squartatore
Jack lo Squartatore (Jack the Ripper in inglese) è l'appellativo dato a uno sconosciuto serial killer che agì tra l'estate e l'autunno del 1888 nel degradato quartiere di Whitechapel, nell'East End di Londra.

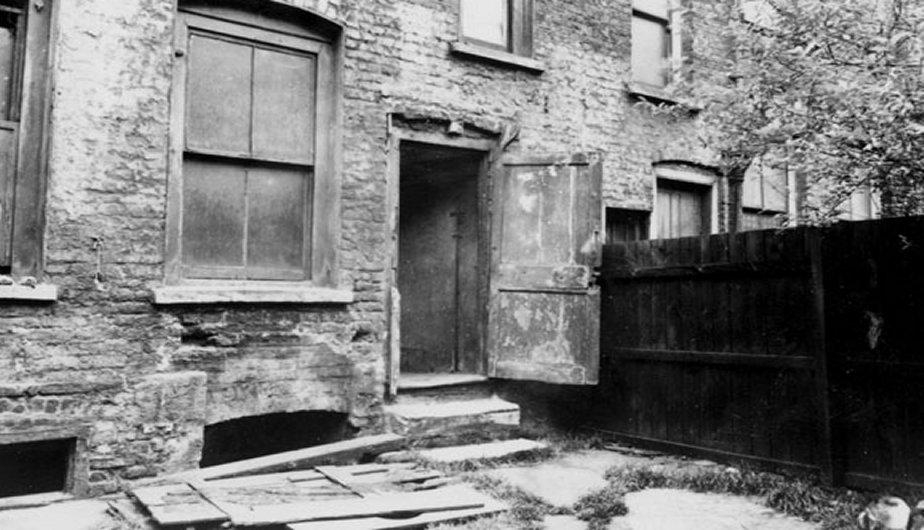
Luogo in cui venne assassinata Annie Chapman, al 29 di Hanbury Street.

Il nome è tratto dalla firma in calce del serial killer in una lettera pubblicata nel periodo delle uccisioni e indirizzata alla Central News Agency da un soggetto anonimo che asseriva di essere l'assassino.

## Storia

### Il contesto

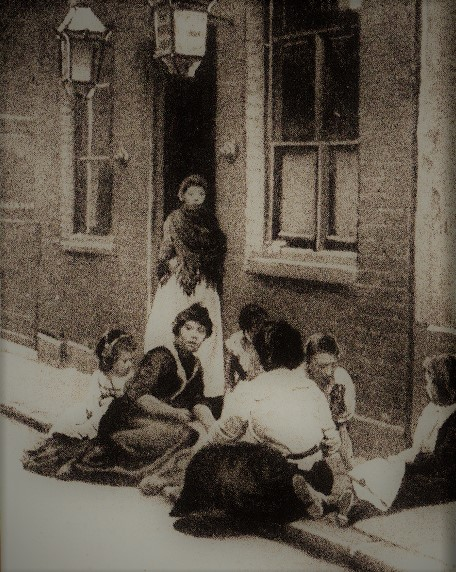
Donne e bambini si riuniscono davanti a una delle pensioni comuni di Whitechapel vicino a dove Jack lo squartatore uccise due delle sue vittime (circa 1890).

Le vicende storiche che portarono agli omicidi di Jack lo Squartatore iniziarono a svilupparsi a metà del XIX secolo, quando l'Inghilterra conobbe un'importante prima ondata migratoria proveniente dall'Irlanda, che registrò un vertiginoso aumento della popolazione nelle principali città del Paese. A Londra, la zona più interessata dall'afflusso di immigrati irlandesi fu l'East End, e dal 1882 in poi proprio in quella stessa aerea della capitale britannica si insediò anche una grande quantità di profughi ebrei in fuga dai pogrom nell'Impero russo e in altre regioni dell'Europa orientale. Il sovraffollamento del quartiere di Whitechapel nell'East End crebbe esponenzialmente, facendo aumentare la popolazione a circa 80 000 abitanti nel 1888, sicché le condizioni di lavoro peggiorarono, il che favorì ben presto la crescita di un sottoproletariato impoverito. Negli oscuri e malavitosi bassifondi di Londra, dove già brulicavano da tempo vagabondi, spacciatori e prostitute, rapine e violenze erano all'ordine del giorno, l'alcolismo si diffuse a macchia d'olio e la mortalità infantile raggiunse livelli alquanto elevati (si calcola che il 55% dei bambini nati nell'East End morisse prima dei cinque anni).
Il 10 ottobre 1888, il Metropolitan Police Service di Londra pubblicò una stima secondo la quale a Whitechapel c'erano 62 bordelli e 1 200 prostitute; circa 8 500 persone dormivano ogni notte nelle 233 pensioni comuni all'interno del quartiere, secondo il prezzo notturno (un letto singolo costava quattro penny mentre il costo per dormire su una corda tesa attraverso il dormitorio era di due pence a persona). Le criticità economiche di Whitechapel erano accompagnate da un costante incremento delle tensioni sociali: tra il 1886 e il 1889 frequenti manifestazioni portarono ad un aumento della repressione poliziesca e dei disordini pubblici, come il Bloody Sunday del 1887. L'antisemitismo, la criminalità giovanile, il nativismo, il razzismo, i disordini sociali e la povertà diffusa accrescevano nell'opinione pubblica inglese la percezione che Whitechapel fosse un famigerato covo di immoralità. Tale percezione si rafforzò nell'autunno del 1888, quando la serie di brutali omicidi attribuiti a "Jack lo Squartatore" ricevette una copertura senza precedenti da parte dei media.

### Gli omicidi

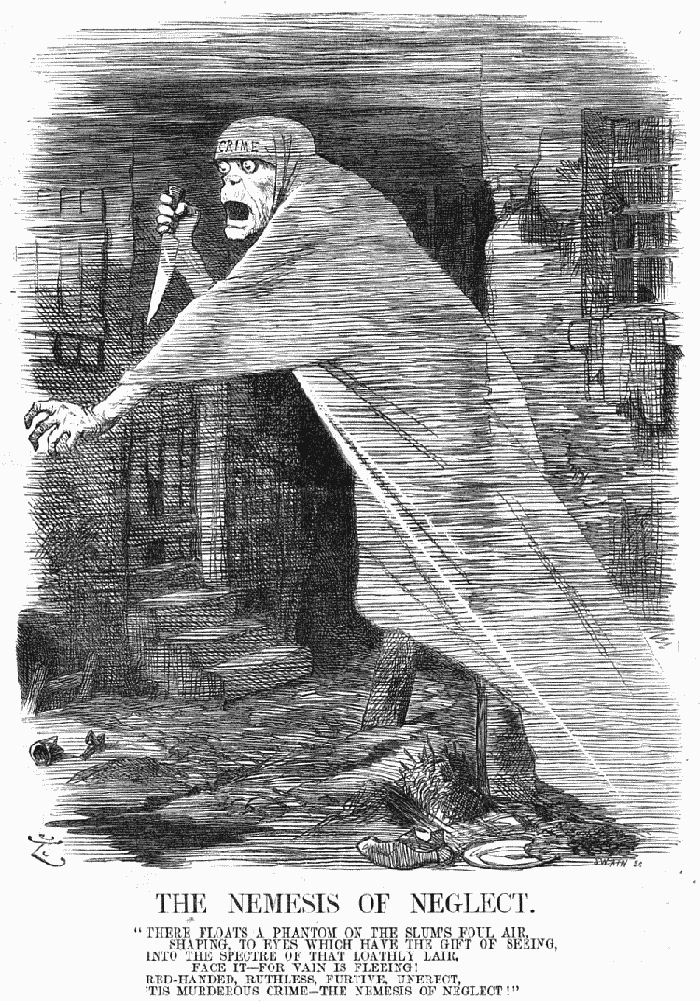
Illustrazione della rivista Punch raffigurata da John Tenniel del 29 settembre 1888 che mostra il misterioso assassino di Whitechapel.

Gli attacchi attribuiti a Jack lo Squartatore riguardano esclusivamente donne, scelte tra le prostitute dei bassifondi di Whitechapel, uccise tramite sgozzamento; in seguito, il killer infieriva sui corpi mutilandoli e asportandone gli organi interni. La maggior parte degli esperti indica infatti come caratteristiche distintive del modus operandi di quest'ultimo le ferite profonde da arma da taglio alla gola, seguite poi da estese mutilazioni della zona addominale e genitale, rimozione di organi interni e mutilazioni facciali progressive.

Al celebre assassino vennero attribuite ufficialmente cinque vittime, mentre il numero di omicidi ricondotti da diversi studiosi alla sua attività criminale oscilla tra quattro e sedici. La quantità di attacchi contro le donne nell'East End durante questo periodo fu così rilevante da rendere incerto l'esatto numero di vittime uccise dallo stesso individuo.

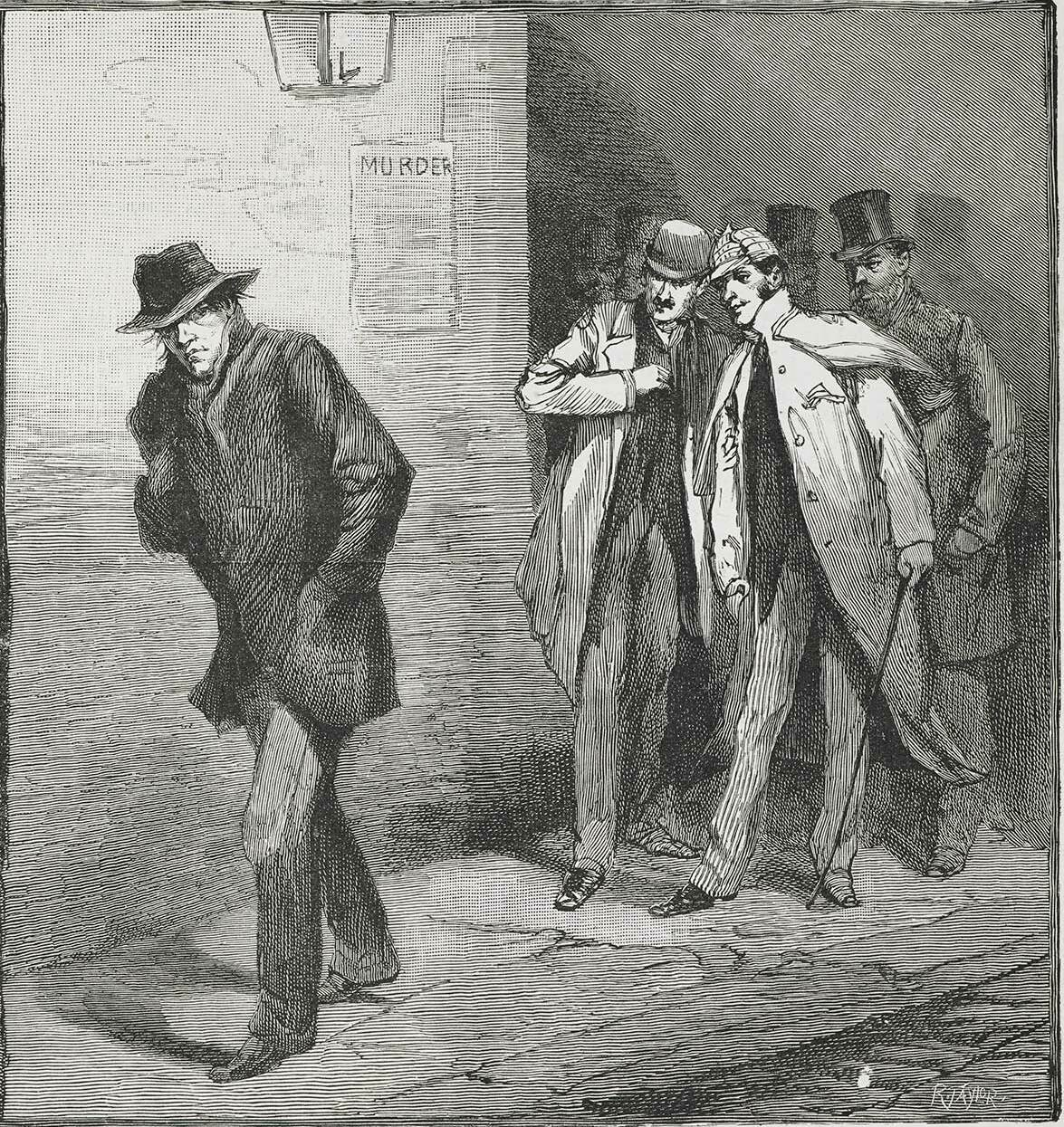
Vigilanza di Whitechapel osserva un individuo sospetto.

Undici omicidi separati, dal 3 aprile 1888 al 13 febbraio 1891, furono inclusi in un'indagine del servizio di polizia metropolitana di Londra e furono identificati collettivamente nel registro della polizia come "omicidi di Whitechapel". Essi riguardano Emma Elizabeth Smith, Martha Tabram, Mary Ann Nichols, Annie Chapman, Elizabeth Stride, Catherine Eddowes, Mary Jane Kelly, Rose Mylett, Alice McKenzie, un tronco umano di dubbia appartenenza e Frances Coles.
Sebbene correntemente si ritenga che cinque degli undici omicidi di Whitechapel, noti come i "cinque canonici", siano opera del malfattore, negli anni le ipotesi dei ricercatori si sono differenziate riguardo al fatto che questi omicidi debbano essere collegati allo stesso colpevole. Alcuni di essi vengono indubbiamente attribuiti a un singolo assassino, mentre degli altri delitti è ritenuto responsabile un numero maggiore ignoto di assassini che agivano in modo indipendente. Stewart P. Evans e Donald Rumbelow sostengono che solo tre dei casi canonici (Mary Ann Nichols, Annie Chapman e Catherine Eddowes) possano essere, senza ombra di dubbio, collegati allo stesso autore, mentre è incerto se Stride e Kelly siano state vittime di un singolo individuo. Al contrario, altri suppongono che i sei omicidi tra Tabram e Kelly siano stati opera di un unico assassino. Il dott. Percy Clark, assistente del patologo esaminatore George Bagster Phillips, collegava solo tre degli omicidi e pensava che gli altri fossero stati perpetrati da individui di mente debole.

### Le cinque vittime canoniche

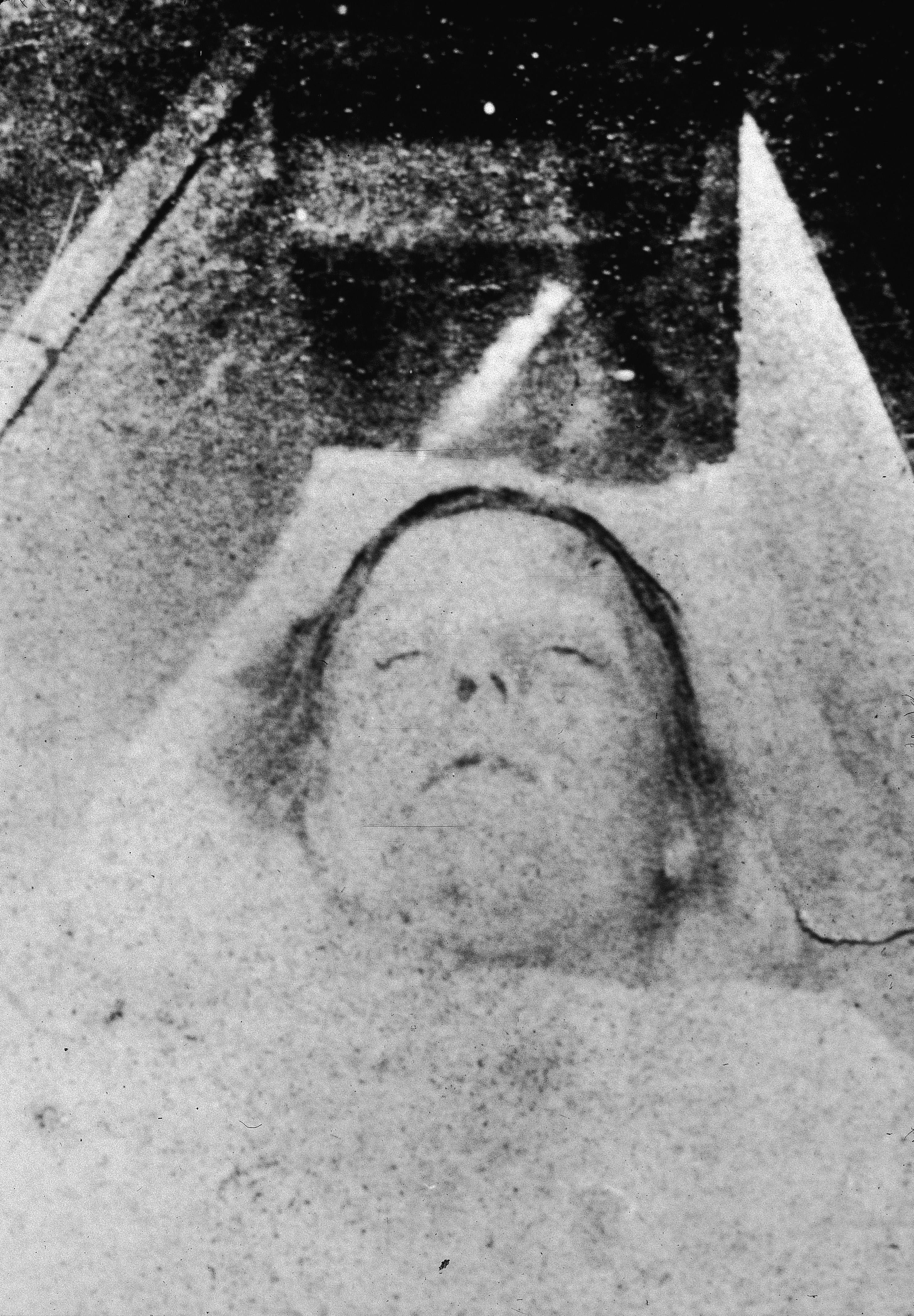
Foto mortuaria del cadavere di Mary Ann Nichols.

Storicamente, la convinzione che i cinque omicidi canonici siano stati commessi dallo stesso autore è derivata da documenti del 1894 redatti dal commissario Melville Macnaghten, assistente del vice commissario della polizia metropolitana e capo del Dipartimento Investigativo Criminale (CID), che nel suo rapporto (e in uno successivo), pareva ricondurre gli omicidi ad un unico autore, identificato in Montague Druitt, morto all'inizio del dicembre 1888.

#### Mary Ann Nichols (43 anni)
Il cadavere di Mary Ann Nichols fu scoperto intorno alle 3:45 di venerdì 31 agosto 1888 a Buck's Row (ora Durward Street), di fronte a uno dei tanti mattatoi di Whitechapel. Secondo gli agenti di Scotland Yard, Nichols era stata vista per l'ultima volta circa un'ora prima da una certa Emily Holland, con la quale aveva precedentemente condiviso un letto in una casa comune al 18 di Spitalfields, nel borough di Tower Hamlets. La vittima presentava la gola recisa da due profondi tagli, uno dei quali fin quasi alla decapitazione, poiché esso aveva attraversato completamente tutto il tessuto fino alle vertebre, e decine di fendenti al ventre, da cui fuoriusciva in parte l'intestino. La sua vagina era stata pugnalata più volte, mentre anche molte altre lesioni da taglio ai lati dell'addome, probabilmente inferte di punta con una spinta verso il basso, erano state causate dallo stesso coltello. In seguito all'autopsia si ipotizzò che l'assassino fosse mancino, ma ciò fu poi smentito.

#### Annie Chapman (47 anni)

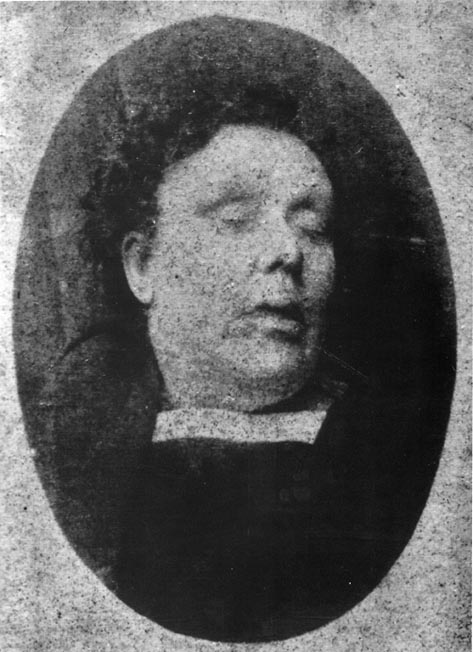
Foto mortuaria di Annie Chapman.

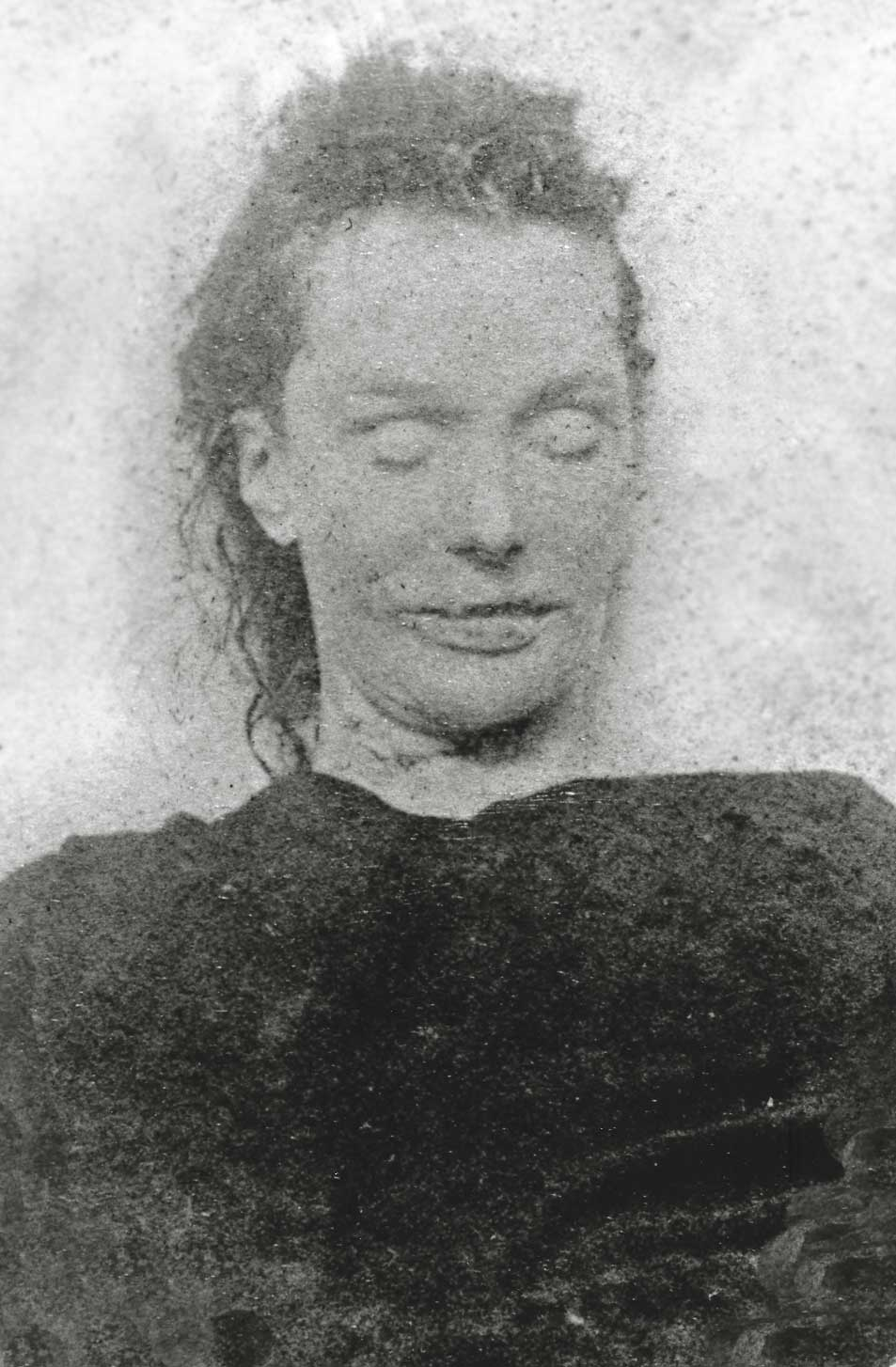
Foto mortuaria di Elizabeth Stride

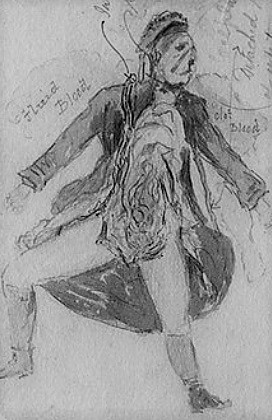
Ritrovamento del corpo di Catherine Eddowes in Mitre Square rappresentato in un disegno.

Seconda vittima ufficiale: sabato 8 settembre 1888 il corpo di Annie Chapman fu scoperto intorno alle 6 del mattino vicino ai gradini dell'ingresso del cortile sul retro di 29 Hanbury Street a Whitechapel. Il cadavere presentava la gola squarciata e la testa quasi del tutto recisa dal busto, il ventre era aperto: gli intestini erano appoggiati sulla spalla destra, mentre la vagina, l'utero e due terzi della vescica erano stati asportati; inoltre, ai piedi della vittima furono rinvenute alcune monete e un pezzo di lettera insanguinata datata 20 agosto. All'inchiesta sull'omicidio, Elizabeth Long dichiarò di aver visto Annie Chapman in piedi fuori dall'edificio verso le 5:30 in compagnia di un uomo dai capelli scuri che indossava un cappello alla Sherlock Holmes, portava con sé una valigetta nera e un soprabito scuro. Secondo questa testimone oculare, l'uomo avrebbe posto a Chapman la domanda: "Vuoi?", al che la donna gli avrebbe risposto: "Sì". Un inquilino della casa accanto, oltre la palizzata, affermò di aver sentito il grido di una donna: «No!», ma che non aveva avuto il coraggio di sporgere la testa e guardare. Il giorno dopo una bambina riferì alla polizia di aver visto una striscia di sangue in un cortile poco distante dal luogo del delitto e gli investigatori conclusero che probabilmente era la traccia lasciata dall'assassino, dacché era solito portare con sé un macabro trofeo asportato alla vittima, ma l'indizio non fu approfondito neanche successivamente. Per questo omicidio fu arrestato John Pizer (o Piser), un ebreo proprietario di una bottega per la lavorazione del cuoio nel quartiere, a causa di un grembiule di cuoio trovato nei pressi del luogo del delitto. Pizer, soprannominato Leather Apron ("grembiule di cuoio") fino alla sua identificazione, fu scagionato il giorno dopo, quando si scoprì che il grembiule ritrovato apparteneva invece a un inquilino del palazzo in cui era stato consumato l'omicidio, che era stato lavato e appeso ad asciugare. Pizer fu trattenuto in cella ancora per un altro giorno a causa della folla inferocita che voleva linciarlo. L'assassino rimaneva ignoto e la polizia non aveva alcun sospettato: supponeva che fosse un pazzo fanatico o un maniaco sessuale con alcune discrete conoscenze di anatomia.

#### Elizabeth Stride (44 anni)
Il suo cadavere fu rinvenuto da un cocchiere il 30 settembre intorno all'una di notte all'interno di un portone di Berner Street (oggi Henriques Street), presso il cortile di un circolo di ebrei e tedeschi, dove oggi sorge la Harry Gosling Primary School. 
Presentava un unico, profondo taglio alla gola, dal quale fuoriusciva ancora molto sangue, come dichiarò il cocchiere. La polizia ne concluse che l'arrivo di quest'ultimo avesse disturbato l'assassino, che non ebbe modo di infierire sulla donna completando il suo macabro rituale.

#### Catherine Eddowes (46 anni)

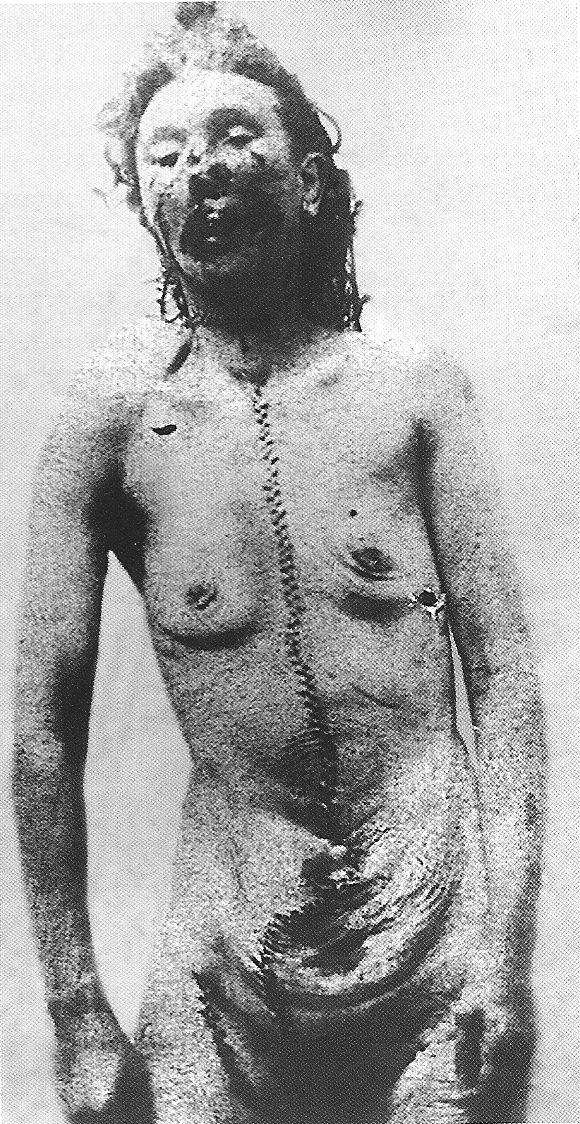
Foto mortuaria di Catherine Eddowes eseguita dopo l'autopsia

Il suo corpo fu ritrovato il 30 settembre in Mitre Square, in un lago di sangue e in posizione supina, come tutte le altre vittime. La donna era stata sottoposta a un vero e proprio martirio dall'assassino che, non essendo riuscito a infierire sulla vittima precedente, avrebbe cercato una seconda vittima su cui accanirsi. Il volto era completamente sfigurato e irriconoscibile, se non per il colore degli occhi. Naso e lobo dell'orecchio sinistro erano stati asportati, così come la palpebra dell'occhio destro, solcata da profondi tagli. Il volto presentava un taglio a "V" sulla parte destra e numerosi tagli sulle labbra, tanto profondi da mostrare le gengive. Il corpo era sventrato da un enorme e unico taglio verticale che dall'inguine arrivava fino alla gola; lo stomaco e gli intestini erano stati estratti e appoggiati sulla spalla destra, il fegato appariva tagliuzzato, il rene sinistro e gli organi genitali erano stati espiantati con estrema accuratezza. La vittima era stata, come di consueto, sgozzata quasi fino alla decapitazione. Furono inoltre rinvenute tracce di sperma. Non molto lontano dal luogo del delitto, più precisamente a Goulston Street, verso le 2:55 del mattino circa, venne trovata una porzione insanguinata e sporca di feci del grembiule di Eddowes, vicino a un graffito sgrammaticato, generalmente interpretato come: "Gli ebrei sono coloro che non verranno accusati di niente". Il messaggio sembrava implicare che un ebreo, o forse diversi ebrei, fossero responsabili della serie di omicidi, ma non è chiaro se la scritta fosse stata fatta dall'assassino o se fosse semplicemente accidentale e nulla avesse a che fare con il caso, visto che graffiti dello stesso tenore erano comuni a Whitechapel. Il commissario di polizia Charles Warren temeva che il graffito potesse scatenare violente rivolte antisemite, causando così disordini in un quartiere già molto degradato, e ordinò che la scritta fosse cancellata prima dell'alba.

#### Mary Jane Kelly (25 anni)
Mary Jane Kelly è l'ultima vittima attribuita a Jack lo squartatore. Il suo corpo, che giaceva sul letto della stanza in cui viveva in affitto al numero 13 di Miller's Court, vicino a Spitalfields Market, fu scoperto il 9 novembre 1888 poco dopo le 10:45. Il suo omicidio, anche per la "messinscena" del cadavere, è considerato il più orribile tra i cinque: la gola era squarciata, il viso gravemente mutilato e irriconoscibile, il petto e l'addome aperti, i seni erano stati asportati e molti organi interni rimossi. Il fegato giaceva tra le gambe, l'intestino era arrotolato sulle mani, il suo utero, i reni e un seno erano posizionati sotto la testa, i muscoli che ricoprivano gli arti erano stati asportati, e il cuore non fu trovato, anche se ne Il grande libro dei misteri irrisolti di Colin Wilson si legge che fosse su un cuscino, disposto come un macabro trofeo. I vicini riferirono di aver sentito una donna singhiozzare «Murderer!» («Assassino!») intorno alle 4 del mattino, e a quell'ora fu fatta risalire la morte.

### Altre possibili vittime
- Sconosciuta assassinata il 26 dicembre 1887, tra le vie Osborne e Wentworth, soprannominata "Fairy Fay" perché le venne conficcato un paletto nell'addome; tuttavia, non è chiaro se questo omicidio sia accaduto realmente, in quanto, nei fascicoli della polizia, non risultano omicidi registrati a Whitechapel nel natale del 1887; probabilmente è stato creato attraverso un confuso rapporto della stampa sull'omicidio di Emma Elizabeth Smith, a cui venne infilato un oggetto contundente nella vagina. Tuttavia, la maggior parte degli autori concorda sul fatto che la vittima "Fairy Fay" non sia mai esistita.
- Annie Milwood: vedova di 38 anni fu ammessa all'infermeria di Whitechapel Workhouse con numerose coltellate alle gambe e alla parte inferiore del busto, il 25 febbraio 1888, informando il personale che era stata attaccata con un coltello a serramanico da un uomo sconosciuto. In seguito fu dimessa, ma morì per cause apparentemente naturali il mese dopo, il 31 marzo. Millwood fu successivamente considerata come la prima vittima dello Squartatore, sebbene questo attacco non possa essere definitivamente collegato all'autore.
- Ada Wilson, sarta di 39 anni che, secondo quando riferito dalla donna stessa, venne pugnalata due volte al collo con un coltello a serramanico da un uomo sconosciuto, il 28 marzo 1888 a Bow, dove risiedeva; sopravvisse.
- Emma Elizabeth Smith: vedova di 45 anni che, nelle prime ore della mattina del 3 aprile 1888, fu aggredita in Osborne Street, brutalmente percossa e stuprata con uno strumento non affilato che le provocò la rottura del perineo. Riuscì a tornare alla locanda in cui risiedeva, lamentando forti dolori al basso ventre. Nonostante il ricovero al London Hospital, in seguito morì per le gravi lesioni interne riportate. La maggior parte dei cronisti propende a escluderla dal numero delle vittime di Jack lo squartatore: sebbene il periodo dell'aggressione e la tipologia della vittima, che era una prostituta, coincidano, Smith dichiarò di essere stata aggredita da tre individui, uno dei quali adolescente. Morì per una peritonite, ma la maggior parte degli autori attribuisce l'omicidio di Smith alla violenza delle gang dell'East End, non collegata al caso dello squartatore.

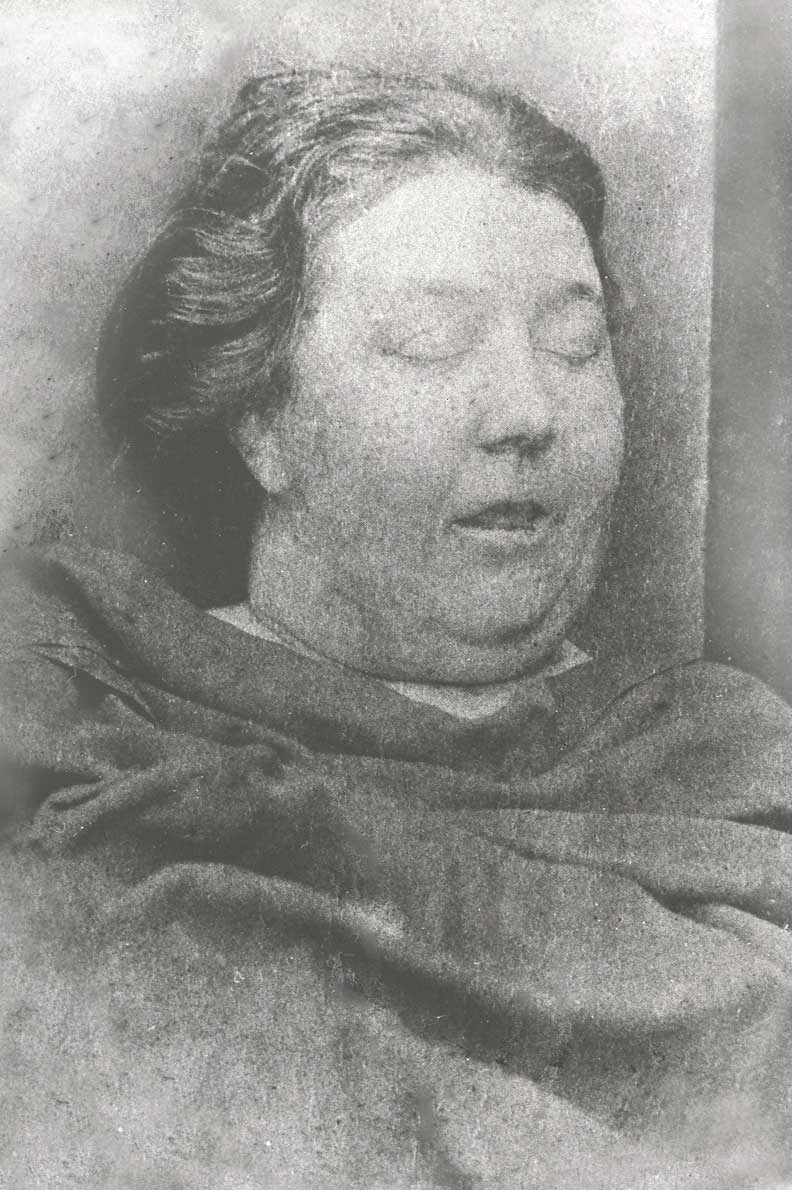
Foto mortuaria di Martha Tabram.

- Martha Tabram: prostituta di 39 anni. Fu assassinata sul pianerottolo di una palazzina a George Yard, Whitechapel, il 7 agosto 1888; aveva subìto 39 coltellate alla gola, ai polmoni, al cuore, al fegato, alla milza, allo stomaco e all'addome, con ulteriori ferite da coltello inflitte al seno e alla vagina. Tutte le ferite di Tabram, tranne una, erano state inflitte con uno strumento a lama come una baionetta, e con una possibile eccezione, tutte le ferite erano state inflitte da un individuo destrorso. Tabram non era stata violentata. La ferocia di questo omicidio, la mancanza di un movente ovvio e la vicinanza del luogo e della data ai successivi omicidi canonici dello Squartatore, hanno portato la polizia a collegare questo omicidio a quelli commessi in seguito dal serial killer.

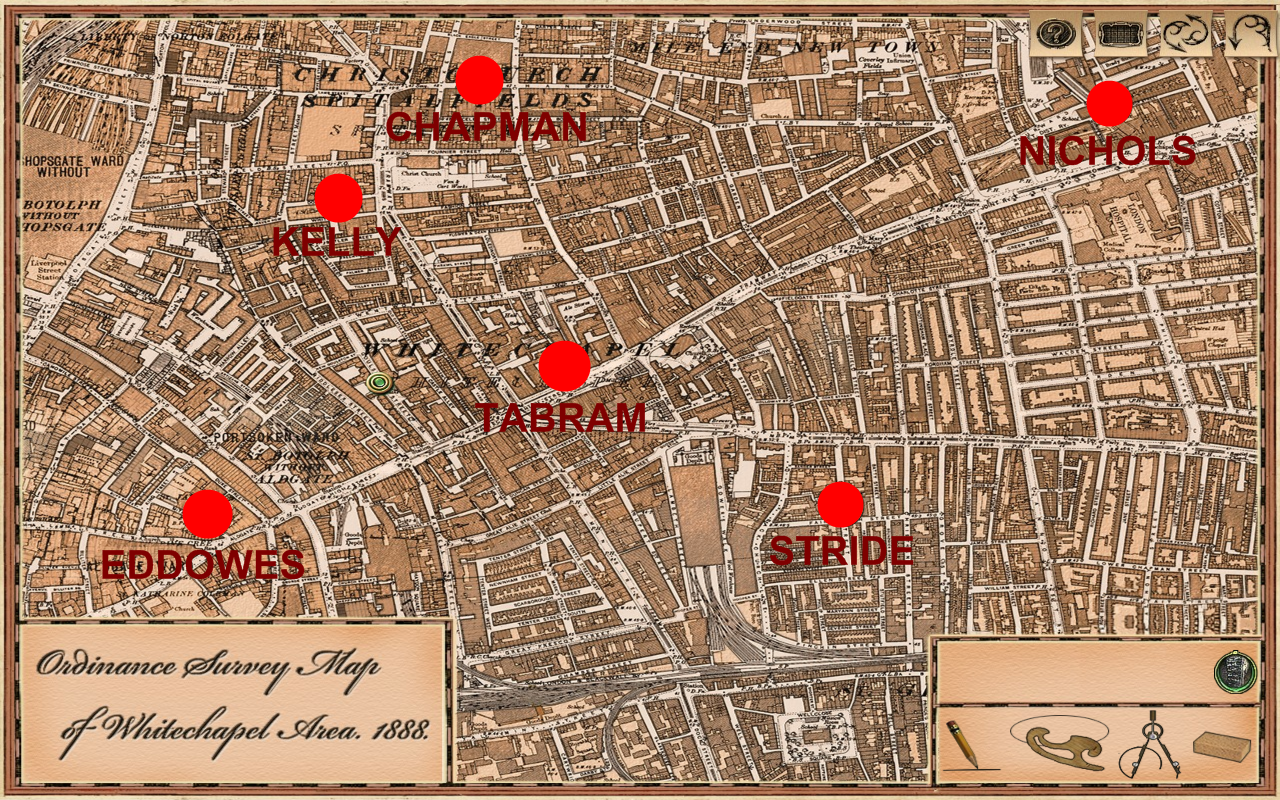
Mappa dei ritrovamenti delle vittime di Jack lo squartatore. Viene segnalato anche il luogo del ritrovamento del cadavere di Martha Tabram, altra possibile vittima.

Tuttavia, questo omicidio differisce dagli omicidi canonici successivi perché, sebbene Tabram fosse stata ripetutamente pugnalata, non aveva subito mutilazioni all'addome. Il 9 agosto 1888, una prostituta di nome Mary Ann Connelly, nota anche come Pearly Poll, si presentò alla polizia riferendo che, la notte dell'omicidio, era stata in compagnia della vittima e di due soldati del reggimento Coldstream Guards. Pearly Poll, tuttavia, non fu in grado di identificare con certezza i due uomini tra gli appartenenti al reggimento, che non erano in servizio la notte del delitto, e la pista investigativa si perse nel nulla. Data la ferocia dell'aggressione e la tipologia della vittima, molti studiosi tendono a indicare Martha Tabram come una possibile vittima di Jack lo Squartatore, ma alcuni la escludono, dato che una delle ferite pare indicare che siano stati usati due tipi di lama e non uno, come è successo con le cinque vittime accertate.
- "Il mistero di Whitehall" era un termine coniato per la scoperta di un torso femminile senza testa, il 2 ottobre 1888, nel seminterrato del nuovo quartier generale della polizia metropolitana, in costruzione a Whitehall.
- Annie Farmer, risiedeva nella stessa casa di accoglienza di Martha Tabram; venne brutalmente aggredita il 21 novembre 1888 con coltello a serramanico a causa di un taglio superficiale alla gola; un uomo sporco di sangue fuggì dall'alloggio e le sue grida attirarono l'attenzione dei vicini, in seguito sopravvisse all'aggressione.
- Rose Mylett: Il corpo strangolato della ventiseienne Rose Mylett fu trovato a Clarke's Yard, il 20 dicembre 1888. Non c'erano segni di lotta e la polizia riteneva che fosse stata impiccata accidentalmente con il collare, mentre era ubriaca, oppure si era suicidata. Tuttavia, deboli segni lasciati da una corda su un lato del collo suggerivano che Mylett fosse stata strangolata. Durante l'inchiesta sulla morte di Mylett, la giuria ha emesso un verdetto di omicidio.[26]
- John Gill, un bambino di sette anni, fu trovato in una scuderia a Manningham, Bradford, il 29 dicembre 1888. Gill era scomparso due giorni prima, il 27 dicembre, e le sue gambe erano recise, il suo addome aperto, il suo intestino parzialmente estratto e il suo cuore e un orecchio rimossi. Le somiglianze con gli omicidi di Jack lo Squartatore hanno portato alla speculazione della stampa che il sopracitato assassino lo avesse ucciso. Il datore di lavoro del ragazzo, il lattaio di 23 anni William Barrett sospettato dell'omicidio, è stato arrestato due volte, per poi venire rilasciato per un numero insufficiente di prove. Per questo omicidio, nessuno è mai stato perseguito; non è certo che a commettere l'omicidio sia stato Jack lo Squartatore, data la tipologia della vittima, poiché le sue vittime erano prostitute.

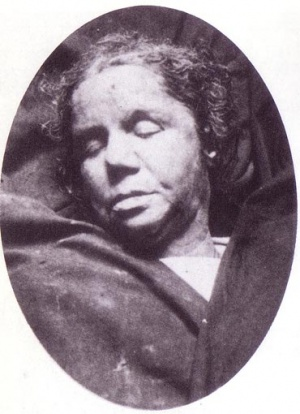
Foto mortuaria di Alice McKenzie.

- Alice McKenzie: prostituta di 40 anni; fu ritrovata la notte del 17 luglio 1889, dall'agente Joseph Allen di ronda nell'area di Whitechapel High Street, poiché si era fermato sotto un lampione in Castle Alley per un veloce spuntino. Il vicolo, alle 00:15 del mattino, era deserto e la sua perlustrazione lo riportò nello stesso punto circa 35 minuti dopo, alle 00:50, quando, a pochi passi dal lampione sotto il quale aveva sostato, aveva scorto il corpo di una prostituta, la cui gola era stata recisa con due tagli da sinistra a destra. Secondo il medico legale, erano delle pugnalate piuttosto simili a quelle riscontrate nelle cinque vittime "canoniche". L'addome della vittima aveva subito mutilazioni, anche se in misura molto minore rispetto ai casi attribuiti a Jack lo Squartatore, ed era presente una ferita lunga 13 centimetri circa che, dal seno sinistro, si estendeva fino all'ombelico. Sul caso di Alice McKenzie, i pareri sono discordi, tanto degli investigatori vittoriani quanto degli autori moderni.
- Un tronco umano femminile fu ritrovato il 10 settembre 1889, vicino alle vie Osborne e Wentworth[26], l'addome della vittima è stata ampiamente mutilata, come per il torso senza testa ritrovato a Withehall, ben 11 mesi prima, il cui cadavere era stato smembrato; la polizia collegò gli omicidi e venne soprannominato l'assassino "Torso killer", anche se non è chiaro se Jack lo Squartatore e il "Torso killer" fossero la stessa persona o due diversi assassini, attivi nella stessa zona e nello stesso periodo, in quanto avevano due modus operandi differenti; il "Torso killer" fu attivo dal 1887 al 1889 e la polizia scartò ogni collegamento tra i due. Solo una delle 4 vittime legate al misterioso assassino fu riconosciuta, una certa Elizabeth Jackson, prostituta di 24 anni, i cui i resti vennero trovati tra il 31 maggio e il 24 giugno 1889.

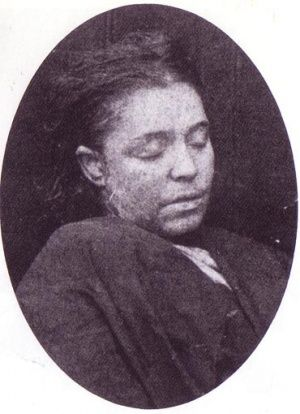
Foto mortuaria di Frances Coles.

- Frances Coles: prostituta di 26 anni, fu ritrovata alle 2:15 del mattino del 13 febbraio 1891, dall'agente Ernest Thompson. Di ronda lungo Chamber Street, l'agente udì davanti a sé un rumore di passi affrettati e vide la figura indistinta di un uomo, che si allontanava in direzione di Mansell Street. Dopo pochi passi, in un buio passaggio che collegava Chamber Street con Royal Mint Street, conosciuto all'epoca come Swallow Gardens, vide distesa a terra una prostituta, dalla cui gola squarciata fuoriusciva ancora sangue. Una volta chinatosi su di lei, l'agente le vide aprire e chiudere un occhio: trovandosi di fronte a una vittima ancora in vita, non poté inseguire il presunto aggressore e si limitò a chiamare aiuto con il fischietto in dotazione, ma Frances Coles morì poco dopo, sul lastricato di Swallow Gardens. L'esame post-mortem riscontrò che la gola era interessata da tre lacerazioni, la prima da sinistra a destra, la seconda da destra a sinistra, l'ultima nuovamente da sinistra verso destra. Le ferite sulla parte posteriore del cranio suggerivano che la vittima fosse stata scaraventata a terra, prima di essere colpita, e non vi era traccia di mutilazioni post-mortem. In un primo momento, la polizia sospettò di James Thomas Sadler, il convivente della donna, che si rivelò in seguito estraneo ai fatti. Sul caso di Frances Coles, i pareri, tanto degli investigatori vittoriani quanto degli autori moderni, sono discordi. Il tipo di ferita alla gola ricorda il modus operandi di Jack lo Squartatore, mentre l'assenza di mutilazioni addominali potrebbe essere dovuta all'arrivo dell'agente Thompson, che avrebbe messo in fuga l'assassino, come si pensa possa essere avvenuto nel caso di Elizabeth Stride nel 1888.

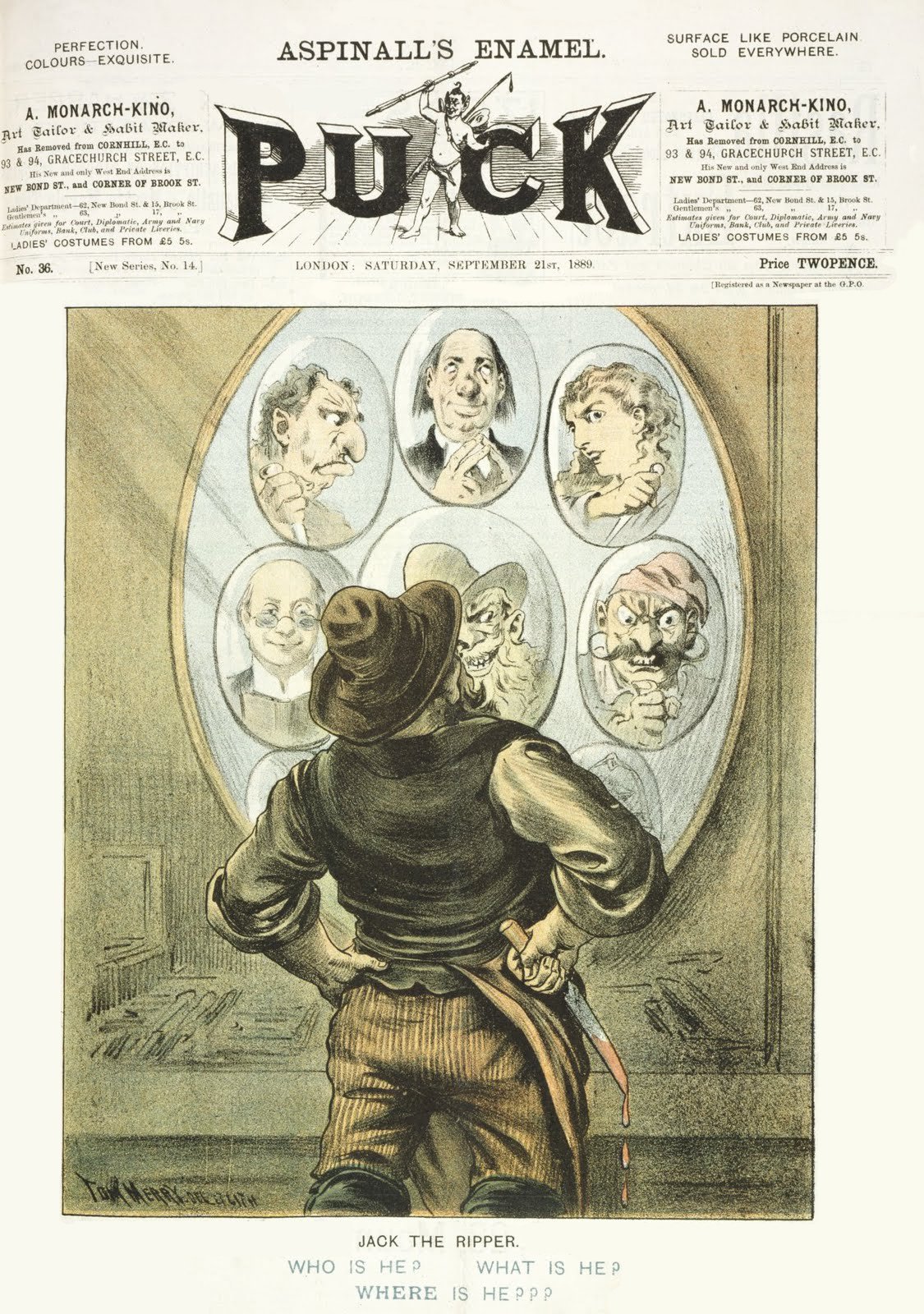
Copertina della rivista Puck del 21 settembre 1889, illustrata da Tom Merry; Jack lo squartatore è raffigurato intento a guardare le immagini delle sue vittime e dei poliziotti

- Carrie Brown (soprannominata "Shakespeare", secondo quanto riferito, per la sua abitudine di citare i sonetti del celebre poeta): prostituta di 57 anni, fu strangolata e poi mutilata il 24 aprile 1891 a New York. Il suo corpo è stato trovato con un grande strappo nella zona inguinale e tagli superficiali sulle gambe e sulla schiena. Nessun organo è stato rimosso dalla scena, sebbene sul letto sia stata trovata un'ovaia, rimossa di proposito o spostata involontariamente. La stampa, per la brutalità dell'omicidio, lo paragonò a quelli di Whitechapel, sebbene alla fine la polizia di New York escludesse qualsiasi collegamento con Jack lo Squartatore, seppure, secondo alcuni investigatori, un possibile colpevole fosse George Chapman, all'epoca considerato uno dei principali sospettati; l'omicidio era avvenuto prima che lui arrivasse a New York. Un altro possibile colpevole potrebbe essere James Kelly, altro sospettato che ha ucciso la moglie tagliandole la gola ed è stato ricoverato al Broadmoor Insane Asylum, da cui è fuggito prima ancora che iniziassero gli omicidi dello Squartatore. Non è chiaro se, a commettere l'omicidio, sia stato effettivamente Jack lo Squartatore, però sta di fatto che l'omicidio della Brown è rimasto irrisolto.

## Lettere di Jack lo squartatore

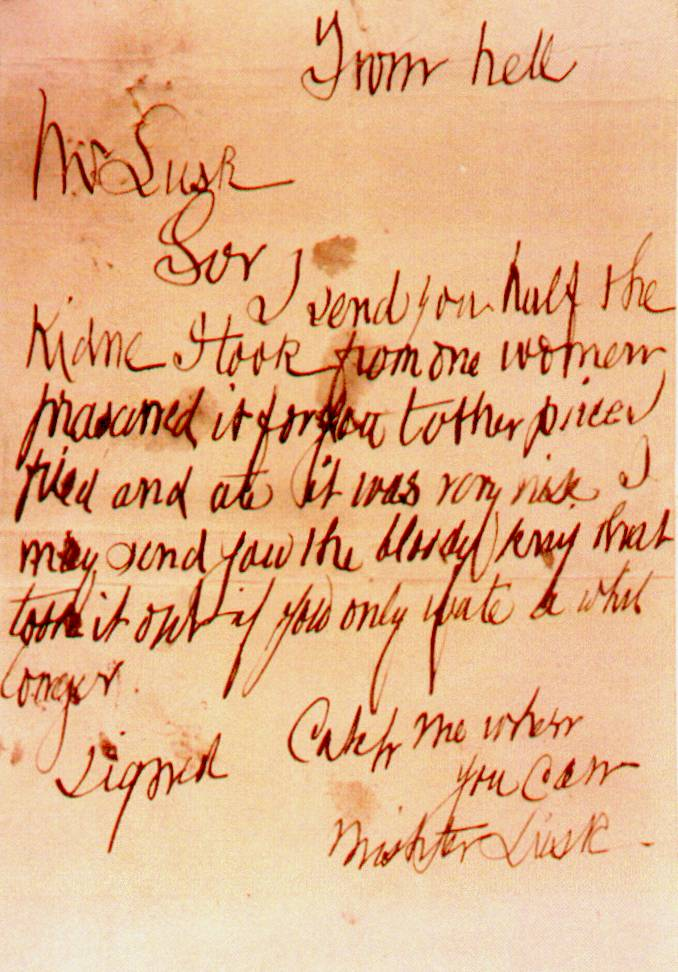
La lettera From hell

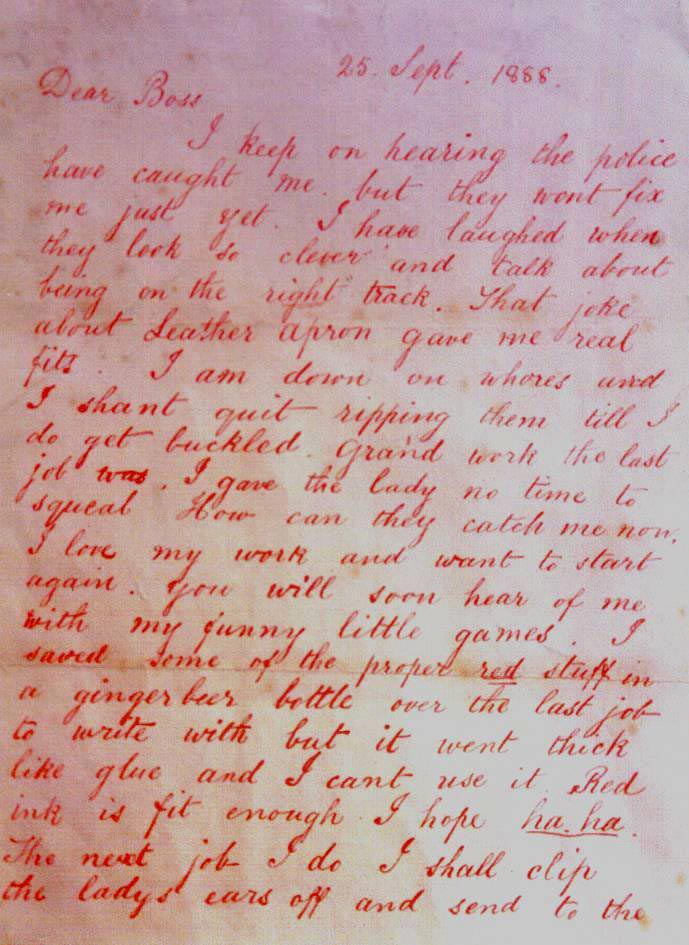
La prima lettera autografa di Jack lo squartatore

Durante il periodo in cui sono avvenuti i delitti, la polizia e i giornali hanno ricevuto innumerevoli lettere riguardanti il caso. Alcune erano di persone ben intenzionate, che fornivano informazioni per la cattura dell'assassino; tuttavia, la maggioranza di esse sono state considerate inutili, e di conseguenza ignorate.
Centinaia di lettere erano scritte da persone che affermavano di essere l'assassino. La maggior parte sono state considerate non attendibili. Molti esperti ritengono che nessuna di esse fosse autentica, ma tra quelle considerate come probabilmente autentiche, sia dalle autorità del tempo che da quelle moderne, tre in particolare sono importanti:
- The "Dear Boss" Letter, datata 25 settembre 1888 e ricevuta dalla Central News Agency il 27 settembre 1888, è la prima che riporta la firma "Jack lo Squartatore" (in inglese Jack the Ripper). La polizia non ritenne la lettera autentica e non le diede importanza.
- The "Saucy Jack" postcard, ricevuta il 1º ottobre 1888, scritta in uno stile simile alla Dear Boss Letter. L'autore della cartolina minaccia la futura uccisione di due vittime temporalmente vicine: «doppio evento questa volta». Nella notte del 30 settembre 1888 nel giro di un'ora vengono rinvenuti i corpi di due vittime, Elizabeth Stride e Catherine Eddowes.
- The "From hell" letter, ricevuta il 16 ottobre 1888 da George Lusk, capo della commissione di vigilanza di Whitechapel. La lettera era accompagnata da una piccola scatola contenente la metà di un rene umano, conservato in alcol etilico. Uno dei reni di Eddowes era stato rimosso dal cadavere: il medico che esaminò il rene inviato con la lettera ha determinato una somiglianza con quello sottratto a Catherine Eddowes. La lettera e il rene andarono successivamente perduti insieme ad altro materiale sul caso.

## Profilo criminale

### Profilo di Thomas Bond per Scotland Yard

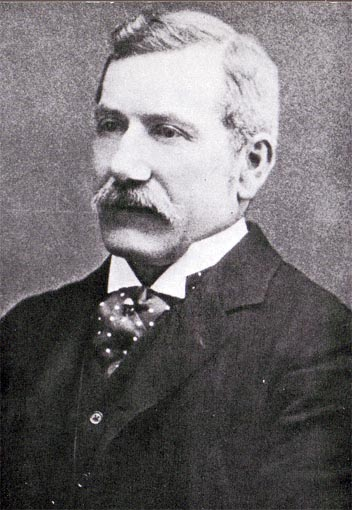
Thomas Bond, medico legale e profiler del caso di Jack lo squartatore

Su incarico degli investigatori, il dottor Thomas Bond cercò di redigere un profilo della personalità criminale di Jack lo Squartatore. In qualità di medico forense, assistette all'autopsia di Mary Jane Kelly, ultima delle cinque vittime canoniche. Nelle sue note, datate 10 novembre 1888, attribuì natura sessuale agli omicidi, pur senza violenza sessuale, associata a elementi collerici e di apparente misoginia. Cercò altresì di ricostruire l'omicidio e di interpretare lo schema comportamentale del criminale. Delineò un primo profilo comprendente i suoi tratti fondamentali, che usò per collaborare alle indagini.
La profilazione evidenziava come gli omicidi fossero stati commessi da un solo individuo maschio, fisicamente prestante, audace e imperturbabile al tempo stesso. Lo sconosciuto sarebbe apparso innocuo, forse un uomo di mezza età e ben vestito, probabilmente con un mantello, per nascondere i sanguinosi effetti dei suoi attacchi. Ipotizzò anche che il soggetto soffrisse di una condizione chiamata satiriasi, una devianza sessuale oggi identificata come ipersessualità o promiscuità, ma che non possedesse alcuna conoscenza anatomica: non poteva dunque essere un chirurgo né, per esempio, un macellaio, in quanto non vi era precisione nei tagli. Bond concluse che lo stesso criminale fosse il responsabile dell'assassinio di Alice McKenzie.
Altri invece lo indicarono come un individuo più giovane in età. Alle indagini scientifiche forensi collaborò anche un altro medico, Joseph Bell, che avrebbe ispirato ad Arthur Conan Doyle la figura di Sherlock Holmes.

### Profilo moderno dell'FBI
I moderni profiler dell'FBI hanno realizzato il seguente profilo: « [...] individuo maschio bianco, di età compresa fra i 28 e i 36 anni, con un'infanzia caratterizzata da una figura paterna assente o passiva. L'omicida probabilmente viveva o lavorava nell'area di Whitechapel ed esercitava una professione in cui poteva legalmente soddisfare le sue tendenze distruttive, ma comunque di modesta estrazione sociale, probabilmente era l'assistente di un medico, o forse esercitava un lavoro umile come il macellaio o l'artigiano. 
L'omicida, molto probabilmente, aveva un qualche difetto fisico o forse era afflitto da qualche grave malattia, entrambi condizioni che potrebbero aver causato in lui una grande frustrazione o rabbia».

## Teorie sull'identità dell'assassino

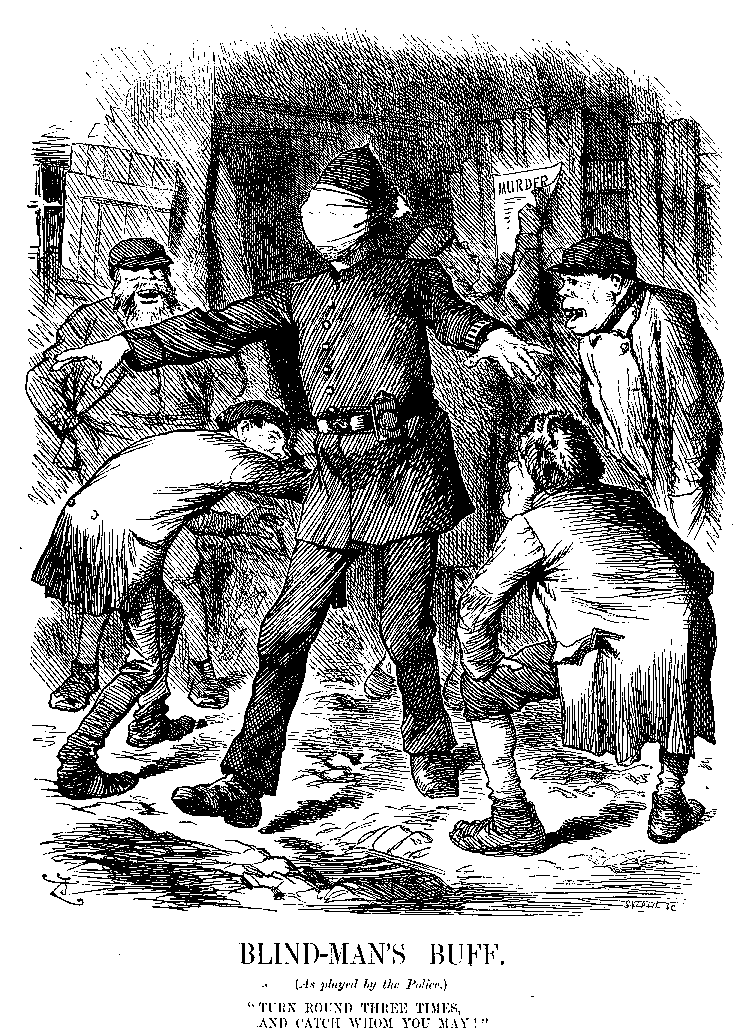
Vignetta che ironizza sull'incapacità della polizia di trovare l'assassino seriale di Whitechapel, da Punch del 22 settembre 1888

La concentrazione degli omicidi durante i fine settimana e le zone in cui ha colpito l'assassino, a pochi isolati di distanza l'una dall'altra, hanno fatto facilmente concludere che lo Squartatore avesse un impiego regolare nel quartiere. Altri hanno sospettato che l'assassino fosse un uomo di alta classe borghese, forse un medico, o un aristocratico, che si era stabilito nel quartiere di Whitechapel alla ricerca di una zona più adatta dove compiere i suoi crimini.
Le teorie sull'identità, proposte anni dopo gli omicidi, hanno incluso chiunque fosse stato collegato anche lontanamente al caso, così come molti personaggi famosi, che non erano mai stati considerati nelle indagini della polizia vittoriana. Fra i sospettati dell'odierna polizia britannica, tre fanno parte di un memorandum del 1894 di Sir Meville Macnaghten (maggiore investigatore dell'epoca): Montague John Druitt, Michael Ostrog e Aaron Kosminski. Le autorità non si trovano d'accordo su una soluzione univoca e il numero dei sospettati supera il centinaio.
Agli inizi degli anni novanta del XX secolo, fu rinvenuto e pubblicato un presunto diario di Jack lo Squartatore. Inizialmente ritenuto un sicuro falso, fu rivalutato dal documentarista della BBC Paul H. Feldman. Nel suo libro The Final Chapter (1998), resoconto dell'indagine triennale condotta sul diario dal suo gruppo di studiosi, Feldman identifica Jack lo Squartatore con James Maybrick, un commerciante di cotone di Liverpool, che figurava tra gli indiziati, poi ucciso dalla moglie Florence.
Nel 2014, alcuni giornali hanno riportato che, dalla comparazione del DNA ricavato dal sangue rappreso su una sciarpa, trovata vicino alla quarta vittima (Catherine Eddowes), e i discendenti dei sospettati, si era arrivati a identificare con certezza l'assassino in un barbiere ebreo-polacco di nome Aaron Kosminsky.
L'uomo ha trascorso la parte finale della sua vita in un manicomio, a causa della sua schizofrenia, ed è morto nel 1919 per una gangrena alla gamba. Tuttavia, la comparazione non è stata ritenuta attendibile o incontrovertibile, come inizialmente affermato, a causa di alcuni errori durante la procedura di analisi genetica dei campioni estratti dalla sciarpa. Pertanto, l'identità dell'assassino di Whitechapel rimane ancora avvolta nel mistero.

## Influenza culturale

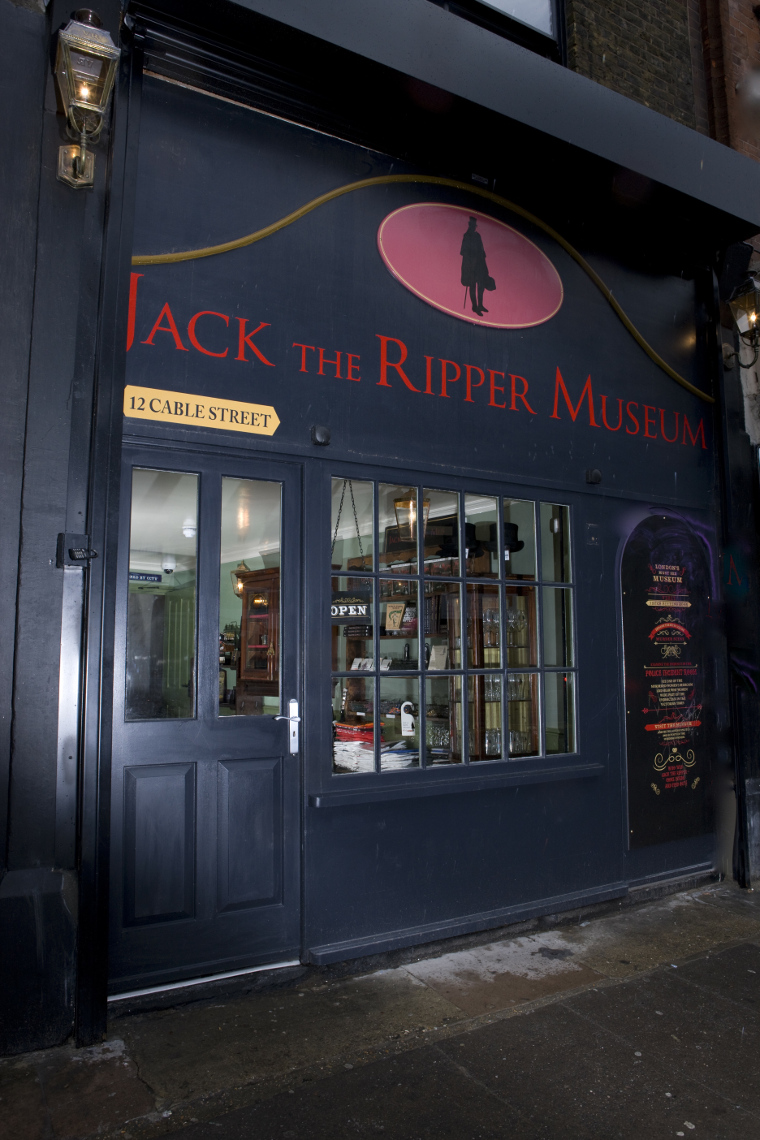
Museo di Jack lo squartatore a Londra

Il personaggio di Jack lo squartatore è apparso in numerosi film, serie televisive e fumetti e ha ispirato canzoni.

### Cinema
- Jack lo squartatore (Jack the Ripper, 1959)
- Sherlock Holmes: notti di terrore (A Study in Terror, 1965)
- Erotico profondo (Jack the Ripper, 1976)
- Assassinio su commissione (Murder by Decree, 1976)
- L'uomo venuto dall'impossibile (Time After Time, 1979)
- Jack lo squartatore (Love Lies Bleeding, 1999)
- La vera storia di Jack lo squartatore - From Hell (From Hell, 2001)

### Televisione
- Fantasmi del passato ("Wolf in the fold") (Star Trek Serie Classica (TOS), stagione 2, episodio 14)
- La vera storia di Jack lo squartatore (Jack the Ripper, 1988)
- The Ripper - Nel cuore del terrore (The Ripper, 1997)
- Whitechapel (2009-2013)
- Time After Time (2017)
- Senza fine ("Endless") (Warehouse 13, stagione 5, episodio 6)
- SuperNatural (stagione 15, 2020)

### Animazione
- Batman contro Jack lo squartatore (Batman: Gotham by Gaslight, 2018)
- Nell'anime Case File nº221: Kabukicho, riproposizione delle avventure del celebre detective ambientate nella Kabukichō dei nostri giorni, il mistero principale è costituito dagli efferati omicidi di Jack lo squartatore.
- Nel film Detective Conan - Il fantasma di Baker Street, Conan è finito in un videogioco di realtà virtuale con i suoi amici. Lo scopo del gioco è quello di indagare sulla vita di Jack lo Squartatore per poi poterlo catturare ed uscire dal videogioco.
- Nell'anime Record of Ragnarok, Jack lo squartatore è uno dei combattenti selezionati a rappresentare l'umanità nel torneo contro gli Dei.

### Fumetti
- From Hell di Alan Moore e Eddie Campbell è basato sulla teoria di Stephen Knight descritta nel suo libro Jack the Ripper: The Final Solution
- I primi capitoli del manga Black Butler, così come i primi episodi dell'anime, sono incentrati sul caso di Jack lo squartatore.
- Dylan Dog nº2 Jack Lo squartatore, il famoso assassino viene affrontato dall'investigatore dell'incubo nel suo secondo numero della serie regolare.

### Libri
- È l'antagonista del libro Sulle tracce di Jack lo Squartatore  di Kerry Maniscalco.
- Il libro Le cinque donne. La storia vera delle vittime di Jack lo Squartatore di Hallie Rubenhold tratta degli omicidi seguendo una trattazione scientifica.
- Nella light novel Fate/Apocrypha, Jack lo squartatore è una bambina diventata uno spirito eroico perché, pur essendo una assassina, compiva i suoi delitti al solo fine di sopravvivere insieme agli altri bambini tra le difficoltà di quel periodo storico.
- Nella light novel Fate/strange Fake ha il potere di assumere qualsiasi aspetto, in quanto nessuno ha mai scoperto la sua vera identità, ma l'effetto collaterale di questa condizione è che neanche lui ricorda chi sia stato veramente.

### Videogiochi
- È l'antagonista di Sherlock Holmes in Sherlock Holmes contro Jack lo Squartatore, avventura grafica della Frogwares del 2009
- Appare anche come uno dei quattro nemici principali da affrontare in Waxworks, avventura grafica dinamica horror sviluppata dalla Horrorworks.
- È uno dei cinque serial killer da affrontare in Shadow Man, dove viene rappresentato come un architetto che accetta di costruire l'Asylum per conto del demone Legione.
- Nel gioco della PlayStation MediEvil 2 con un aspetto di un alligatore dotato di lunghe unghie metalliche.

### Giochi da tavolo
- "Lettere da Whitechapel" edito da Giochi Uniti.

### Musica
- The Ripper del gruppo heavy metal Judas Priest.
- Jack the Ripper del gruppo heavy metal Motörhead.
- Jack The Ripper del shocker rocker inglese Screaming Lord Sutch.
- Jack the Ripper del rapper LL Cool J.
- La band deathcore Whitechapel deve il suo nome al quartiere di Londra che fu teatro della furia omicida del killer.
- Respite on the Spitalfields della band svedese Ghost, brano di chiusura dell'album Impera che racconta l'addio del killer alla città di Londra.